# Спомен-парк Устанка и Револуције (Грахово)
|  | Овај чланак је део чланка о Споменицима посвећеним Народноослободилачкој борби 1941—1945. |

Спомен-парк „Устанка и Револуције“ је меморијални парк на узвишењу Умац код Грахова, Црна Гора. Комплекс је пројектован и грађен од 1977. до 1978. године.

## Опис
Централни објекат унутар спомен-парка јесте фигурална скулпторска композиција у виду колоне у покрету, на чијем се челу налази фигура Саве Ковачевића. Композиција је од бронзе, а висока је 7 метара. Њен аутор је вајар Миодраг Живковић. Народни херој Сава Ковачевић био је рођен у оближњем месту Нудо, а на овом је месту 13. јула 1941. године предводио граховске партизане у нападу на окупаторске снаге и разоружао непријатељску колону.
Шири просторни концепт садржи скулпторске елементе, односно 272 кубуса на којима су уписана имена палих бораца НОВЈ из тог краја, прилазе, платое и степеништа израђена од камена.